# .bv
Pour les articles homonymes, voir BV.
.bv est le domaine de premier niveau national (country code top level domain : ccTLD) réservé à l'île Bouvet qui est inhabitée. Il est administré par UNINETT Norid mais n'est pas utilisé.